# Licenciado Matienzo
Licenciado Matienzo is een plaats in het Argentijnse bestuurlijke gebied Lobería in de provincie Buenos Aires. De plaats telt 87 inwoners.